# Sportjahr 1971
Liste der Sportjahre

◄◄ | ◄ | 1967 | 1968 | 1969 | 1970 | Sportjahr 1971 | 1972 | 1973 | 1974 | 1975 | ► | ►►

Weitere Ereignisse

## Badminton
Höhepunkte des Badmintonjahres 1971 waren die All England, die Irish Open, die Scottish Open, die German Open, die Dutch Open, die Denmark Open, die Asienmeisterschaft und die French Open.

### Internationale Veranstaltungen
| Veranstaltung | Herreneinzel   | Dameneinzel       | Herrendoppel               | Damendoppel                    | Mixed                          |
| ------------- | -------------- | ----------------- | -------------------------- | ------------------------------ | ------------------------------ |
| All England   | Rudy Hartono   | Eva Twedberg      | Ng Boon Bee Punch Gunalan  | Noriko Takagi Hiroe Yuki       | Svend Pri Ulla Strand          |
| Denmark Open  | Rudy Hartono   | Noriko Takagi     | Ng Boon Bee Punch Gunalan  | Noriko Takagi Hiroe Yuki       | Svend Pri Ulla Strand          |
| French Open   | Torsten Winter | Brigitte Potthoff | Torsten Winter Hugo Wilmes | Brigitte Potthoff June Jacques | Klaus Steden Brigitte Potthoff |
| German Open   | Sture Johnsson | Eva Twedberg      | Punch Gunalan Ng Boon Bee  | Anne Flindt Pernille Kaagaard  | Derek Talbot Gillian Gilks     |
| Swedish Open  | Elo Hansen     | Eva Twedberg      | Svend Pri Per Walsøe       | Margaret Beck Gillian Gilks    | Derek Talbot Gillian Gilks     |

## Cricket
- 5. Januar: Australien und England spielen auf dem Melbourne Cricket Ground das erste offizielle ODI-Match zweier Cricket-Nationalmannschaften; die Gastgeber gewinnen mit 5 Wickets.

## Leichtathletik
- 25. Januar – Karin Balzer, DDR, lief die 100 Meter Hürden in 12,7 Sekunden.
- 15. April – Karin Burneleit, DDR, lief die 1500 Meter der Damen in 4:09,6 Minuten.
- 15. Mai – Sandra Dyson, Großbritannien, lief die 400 Meter Hürden der Damen in 61,1 Sekunden.
- 9. Juni – Beth Bonner, USA, lief den Marathon der Damen in 3:01:42 Stunden.
- 30. Juni – Sara Mae Berman, USA, lief den Marathon der Damen in 3:00:35 Stunden (Strecke vermutlich um 400 m zu kurz)
- 3. Juli – Pat Matzdorf, USA, sprang im Hochsprung der Herren 2,29 Meter.
- 11. Juli – Hildegard Falck, Deutschland, lief die 800 Meter der Damen in 1:58,5 Minuten.
- 16. Juli – Joyce Smith, Großbritannien, lief die 3000 Meter der Damen in 9:23,4 Minuten.
- 31. Juli – Karin Balzer, DDR, lief die 100 Meter Hürden der Damen in 12,6 Sekunden.
- 5. August – Pedro Perez, Kuba, sprang im Dreisprung der Herren 17,4 Meter.
- 11. August – Hildegard Falck, Deutschland, lief die 800 Meter der Damen in 1:58,5 Minuten.
- 12. August – Faina Melnik, Russland, warf im Diskuswurf der Damen 64,22 Meter.
- 15. August – Karin Burneleit, DDR, lief die 1500 Meter der Damen in 4:09,6 Minuten.
- 31. August – Renate Stecher, DDR, lief die 100 Meter der Damen in 11,0 Sekunden.
- 31. August – Karin Balzer, DDR, lief die 100 Meter Hürden in 12,6 Sekunden.
- 4. September – Pedro Perez Duenas, Kuba, erreichte im Dreisprung der Herren 17,40 Meter.
- 4. September – Walter Schmidt, Deutschland, warf im Hammerwurf der Herren 76,40 Meter.
- 4. September – Ilona Gusenbauer, Österreich, sprang in der Kategorie der Damen 1,92 Meter.
- 11. September – Faina Melnik, Russland, erreichte im Diskuswurf der Damen 64,22 Meter.
- 19. September – Beth Bonner, USA, lief den Marathon der Damen in 2:55:22 Stunden.
- 4. Oktober – Faina Melnik, Russland, erreichte im Diskuswurf der Damen 64,88 Meter.
- 4. Oktober – Ilona Gusenbauer, Österreich, erreichte im Hochsprung der Damen 1,92 Meter.
- 5. Dezember – Cheryl Bridges, USA, lief den Marathon der Damen in 2:49:40 Stunden.

## Tischtennis
- Tischtennisweltmeisterschaft 1971 28. März bis 7. April in Nagoya (Japan)
- Länderspiele Deutschlands (Freundschaftsspiele)
  - 9. April: Hongkong: D. – Hongkong 7:2 (Damen + Herren)
- Europaliga
  - 6. Januar: Gronau: D. – Ungarn 1:6 (Damen + Herren)
  - 5. März: Moskau: D. – UdSSR 1:6 (Damen + Herren)
  - 1. Mai: Freudenstadt: D. – Österreich 5:2 (Damen + Herren)
  - 27. Oktober: Troisdorf: D. – England 4:3 (Damen + Herren)
  - 2. November: Budapest: D. – Ungarn 1:6 (Damen + Herren)
  - 6. Dezember: Falköping: D. – Schweden 4:3 (Damen + Herren)
  - 15. Dezember: Karlsbad: D. – CSSR 3:4 (Damen + Herren)

## Geboren

### Januar
- 01. Januar: Markus von Ahlen, deutscher Fußballtrainer und Fußballspieler
- 02. Januar: Vasile Sănduleac, moldawischer Schachspieler
- 04. Januar: Namig Abdullajew, aserbaidschanischer Ringer
- 04. Januar: Csaba Béleczki, ungarischer Badmintonspieler
- 04. Januar: Sébastien Foucras, französischer Freestyle-Skier
- 04. Januar: Murat Kardanow, russischer Ringer und Olympiasieger
- 05. Januar: Chris-Carol Bremer, deutscher Schwimmer
- 05. Januar: Manuela Goller, deutsche Fußballspielerin
- 07. Januar: Jens Lüdtke, deutscher Handballtrainer und Handballspieler
- 10. Januar: Mark Loram, britischer Bahnsportler
- 11. Januar: Pekka Päivärinta, finnischer Motorradrennfahrer
- 12. Januar: Antje Knechten, deutsche Hockeyspielerin
- 14. Januar: Thomas Hellriegel, deutscher Triathlet
- 14. Januar: Lasse Kjus, norwegischer Skirennläufer
- 14. Januar: Sergej Russinow, russischer Biathlet
- 16. Januar: Sergi Bruguera, spanischer Tennisspieler
- 16. Januar: Frank Cordes, deutscher Handballspieler
- 16. Januar: Jelena Lebedenko, russische Siebenkämpferin und Dreispringerin
- 17. Januar: Richard Burns, britischer Rallyefahrer († 2005)

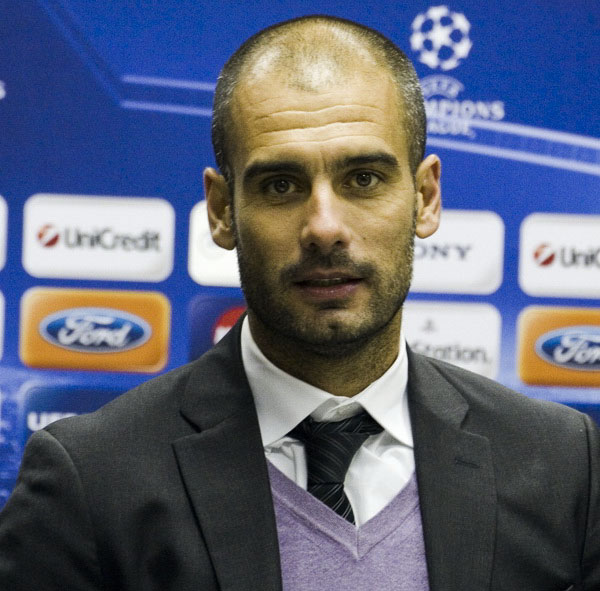
Pep Guardiola

- 18. Januar: Pep Guardiola, spanischer Fußballspieler und -trainer
- 18. Januar: Raymond Hauge, norwegischer Poolbillardspieler
- 18. Januar: Adriana Santos, brasilianische Basketballspielerin und -trainerin
- 20. Januar: Uni Arge, färöischer Journalist, Musiker, Fußball- und Handballspieler
- 20. Januar: Wakanohana Masaru, japanischer Sumo-Ringer und 66. Yokozuna
- 21. Januar: Alan McManus, schottischer Snookerspieler
- 22. Januar: Markus Baur, deutscher Handballspieler und -trainer
- 24. Januar: Bogumiła Matusiak, polnische Radrennfahrerin
- 25. Januar: Brett Aitken, australischer Bahn- und Straßenradrennfahrer
- 25. Januar: Luca Badoer, italienischer Automobilrennfahrer
- 25. Januar: Torsten Friedrich, deutscher Handballtorwart
- 25. Januar: Jaques Lazier, US-amerikanischer Automobilrennfahrer
- 27. Januar: Rolando Uríos, kubanisch-spanischer Handballspieler
- 29. Januar: Jörg Albertz, deutscher Fußballspieler
- 29. Januar: Sonja Pfeilschifter, deutsche Sportschützin

### Februar
- 01. Februar: Zlatko Zahovič, slowenischer Fußballspieler
- 03. Februar: Gustavo Méndez, uruguayischer Fußballspieler
- 04. Februar: Chrischa Hannawald, deutscher Handballtorwart und Handballtrainer
- 06. Februar: José María Jiménez, spanischer Radrennfahrer († 2003)
- 07. Februar: Björn Monnberg, finnischer Handballspieler
- 07. Februar: Kay Rothenpieler, deutscher Handballspieler und -trainer
- 08. Februar: Steinar Hoen, norwegischer Leichtathlet
- 08. Februar: Andrus Veerpalu, estnischer Skilangläufer
- 08. Februar: Dmitrij Neljubin, sowjetischer bzw. russischer Radsportler und Olympiasieger († 2005)
- 09. Februar: Dirk Beuchler, deutscher Handballspieler und Handballtrainer
- 09. Februar: Dharma Gunawi, indonesischer Badmintonspieler

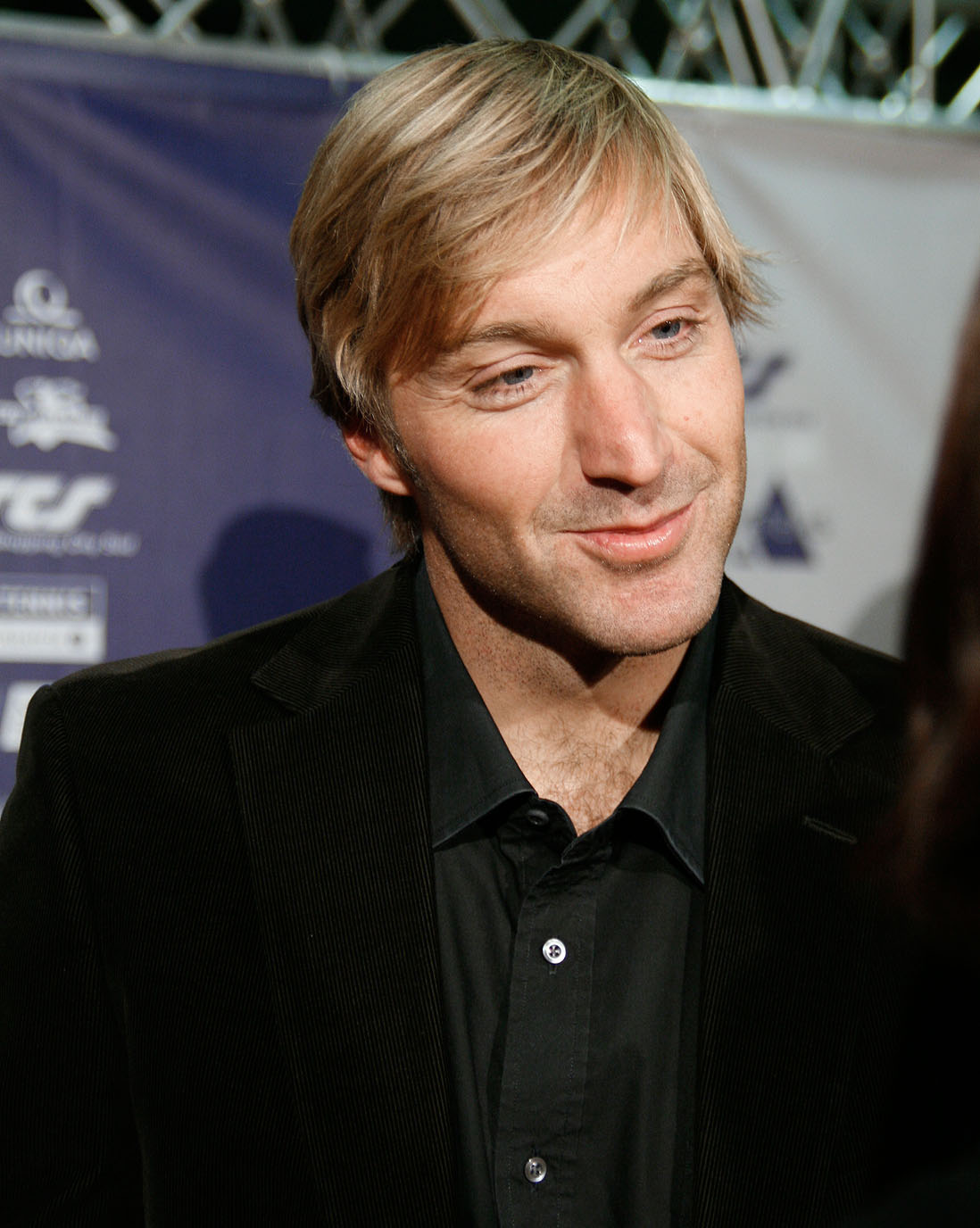
Hans Knauß

- 09. Februar: Hans Knauß, österreichischer Schirennläufer
- 09. Februar: Xu Yanmei, chinesische Wasserspringerin
- 10. Februar: Marty Nothstein, US-amerikanischer Radrennfahrer
- 11. Februar: Cornelia Faltermaier, deutsche Tischtennisspielerin
- 13. Februar: Kim In-wan, südkoreanischer Fußballspieler und -trainer
- 13. Februar: Natalja Snytina, russische Biathletin und Olympiasiegerin
- 13. Februar: Mats Sundin, schwedischer Eishockeyspieler
- 14. Februar: Frédéric Lancien, französischer Bahnradsportler
- 17. Februar: Hermann Achmüller, italienischer Langstreckenläufer
- 17. Februar: Sergej Swjagin, russischer Eishockeytorwart
- 20. Februar: Jari Litmanen, finnischer Fußballspieler
- 22. Februar: Jason Marshall, kanadischer Eishockeyspieler
- 24. Februar: Thomas Franck, deutscher Fußballspieler
- 24. Februar: Christopher Lutz, deutscher Schachspieler
- 24. Februar: Pedro de la Rosa, spanischer Automobilrennfahrer

### März

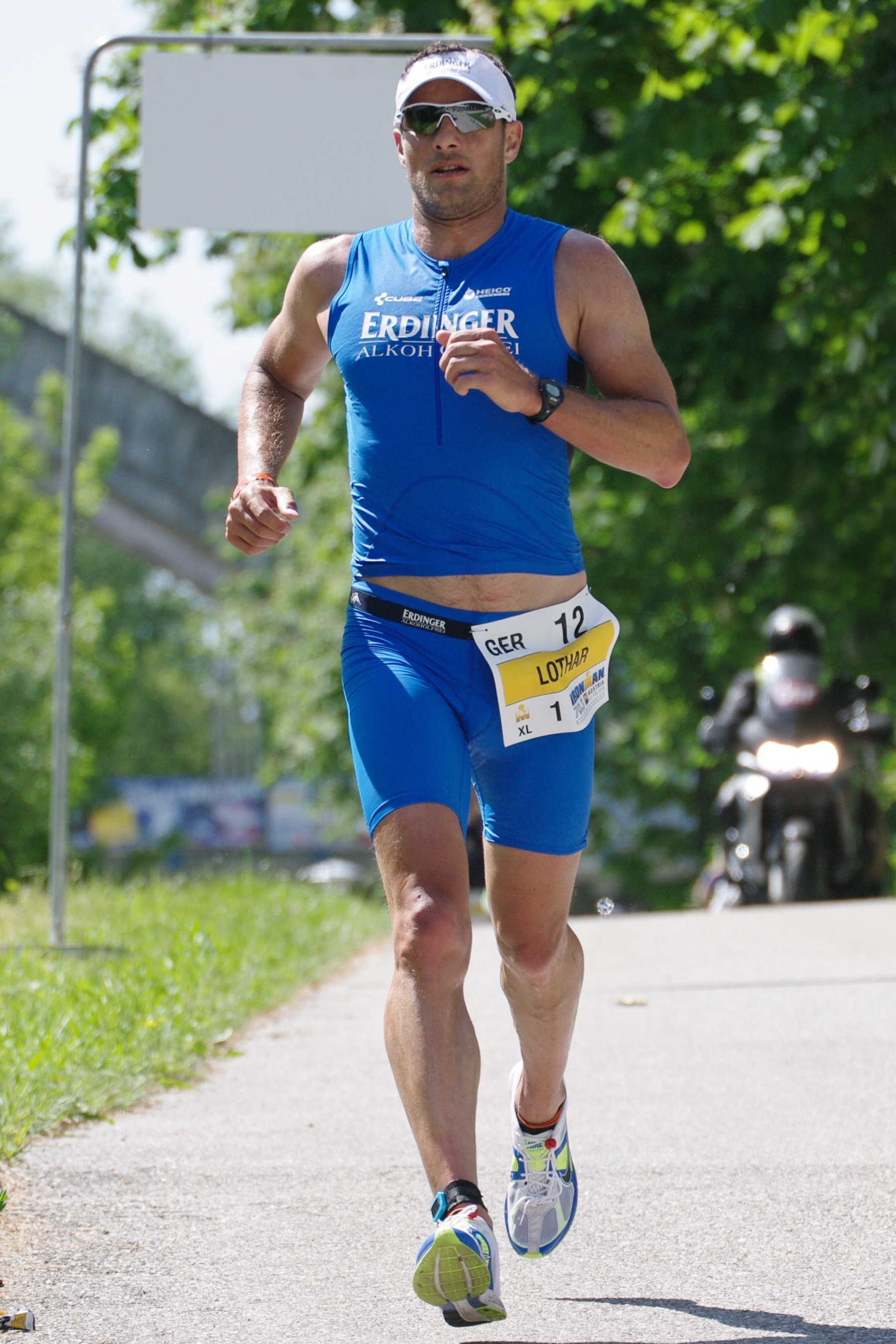
Lothar Leder

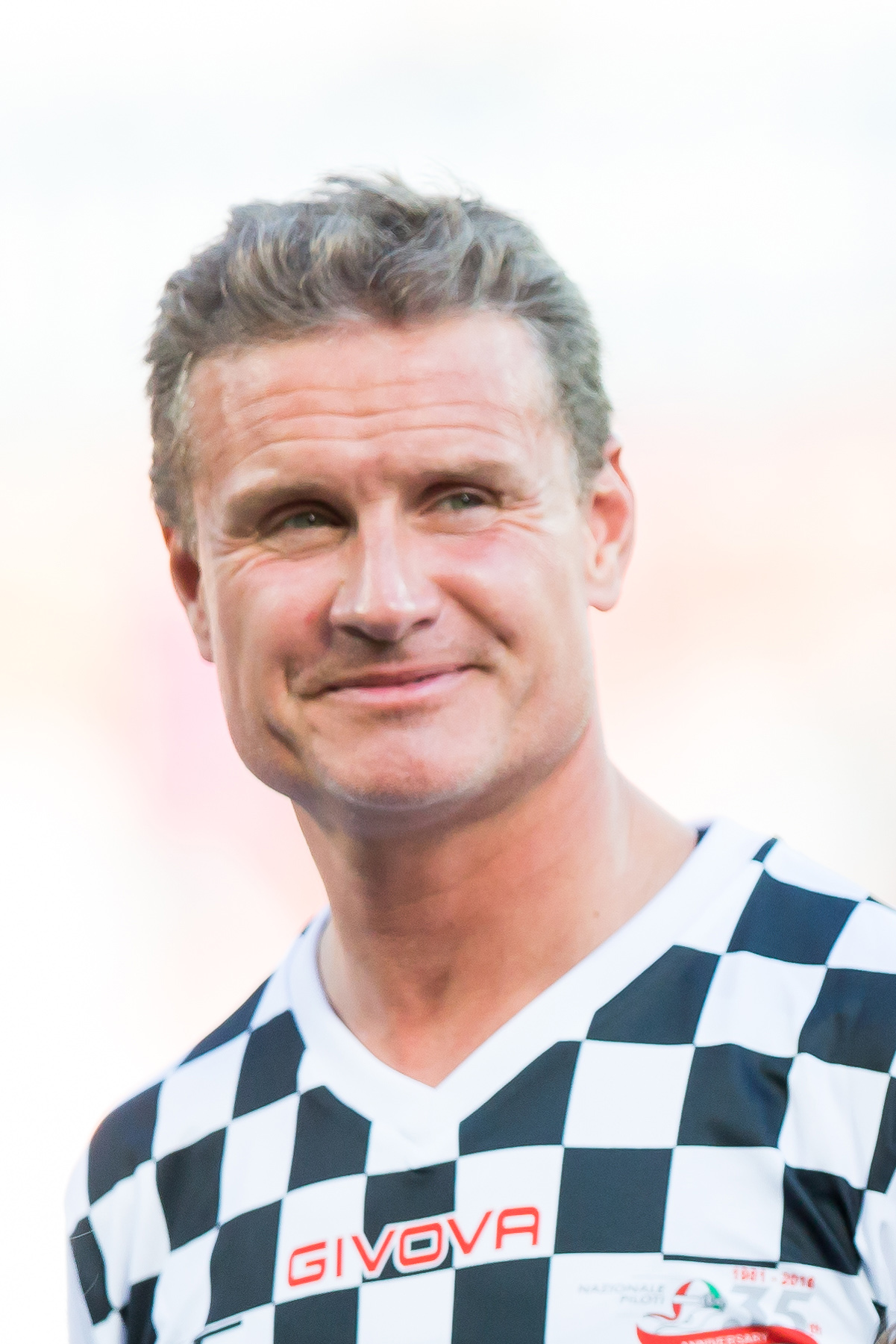
David Coulthard

- 01. März: Tyler Hamilton, US-amerikanischer Radrennfahrer
- 01. März: Dick Norman, belgischer Tennisspieler
- 02. März: Roman Čechmánek, tschechischer Eishockeytorwart und -trainer († 2023)
- 03. März: Lothar Leder, deutscher Triathlet
- 03. März: Oliver Schweißing, deutscher Fußballspieler und -trainer
- 04. März: Marc Baumgartner, Schweizer Handballspieler
- 06. März: Héctor del Ángel, mexikanischer Fußballspieler
- 06. März: Servais Knaven, niederländischer Radrennfahrer
- 07. März: Thies Heinemann, deutscher Schachspieler
- 07. März: Eric Kaiser, deutscher Leichtathlet
- 10. März: Ingo Ahrens, deutscher Handballspieler
- 11. März: Steffen Wesemann, deutscher Radrennfahrer
- 12. März: Karolina Arewång-Højsgaard, schwedische Orientierungsläuferin
- 12. März: Juri Tischkow, russischer Fußballspieler († 2003)
- 13. März: Chen Shwu-ju, taiwanesische Fußballspielerin
- 14. März: David Wetherall, englischer Fußballspieler
- 15. März: Ralf Bißdorf, deutscher Florettfechter
- 16. März: Oleg Dawydow, russischer Eishockeyspieler und -trainer
- 16. März: Larissa Merk, russische Ruderin
- 18. März: Wayne Arthurs, australischer Tennisspieler
- 20. März: Monique Kavelaars, kanadische Fechterin
- 22. März: Andrea Harsági, ungarische Badmintonspielerin
- 23. März: Erik Dreesen, deutscher Bodybuilder und Kraftsportler († 2013)
- 23. März: Alexander Seliwanow, russischer Eishockeyspieler und -trainer
- 24. März: Masao Azuma, japanischer Motorradrennfahrer
- 25. März: Stacy Dragila, US-amerikanische Leichtathletin und Olympiasiegerin
- 26. März: Heidi Hartmann, deutsche Boxsportlerin, Boxweltmeisterin
- 27. März: David Coulthard, britischer Automobilrennfahrer
- 30. März: Fabrizio De Simone, italienischer Automobilrennfahrer
- 30. März: Dmitri Satonski, russischer Eishockeyspieler
- 31. März: Pawel Bure, russischer Eishockeyspieler
- 31. März: Ramón Garbey, kubanischer Boxer

### April

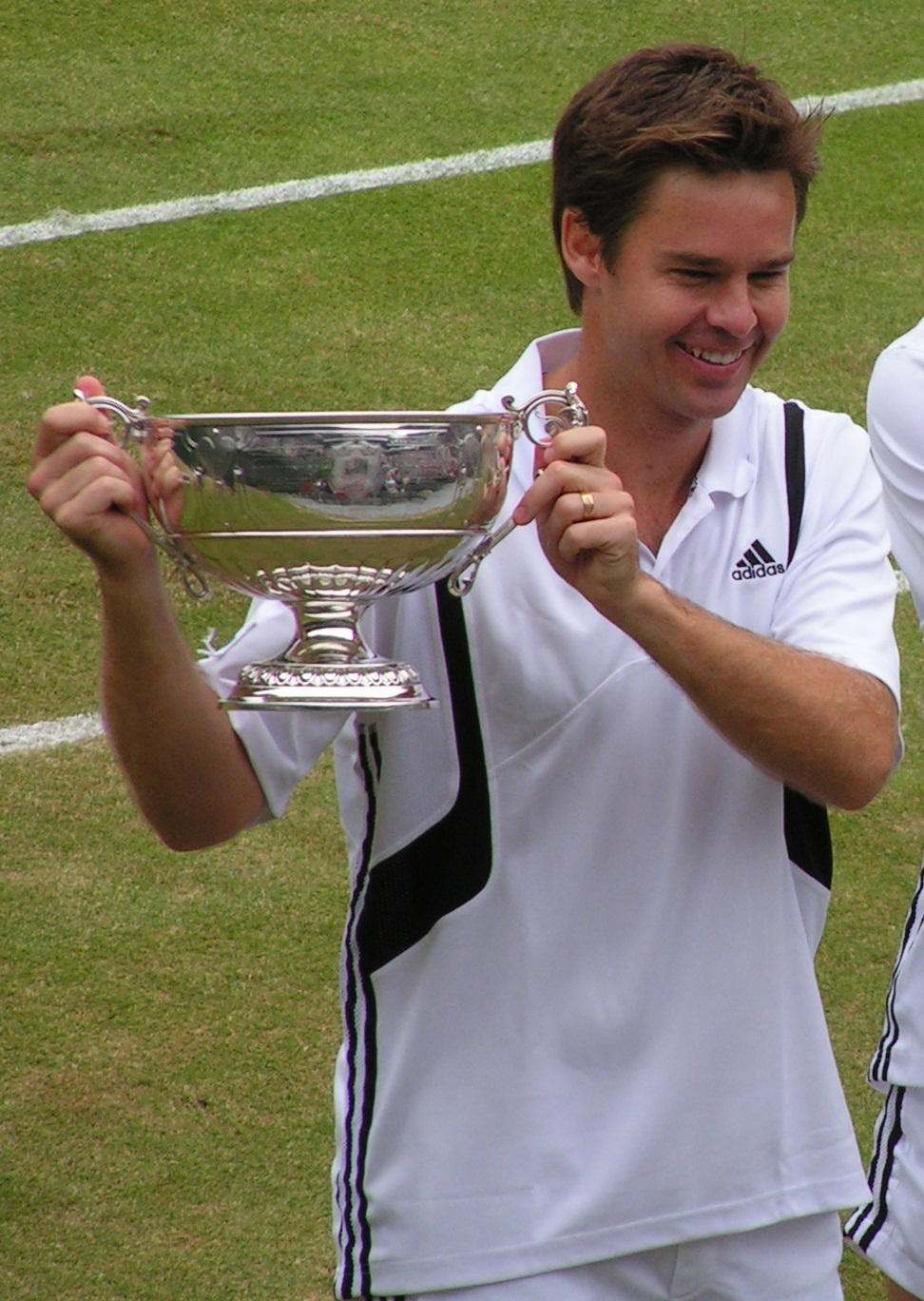
Todd Woodbridge

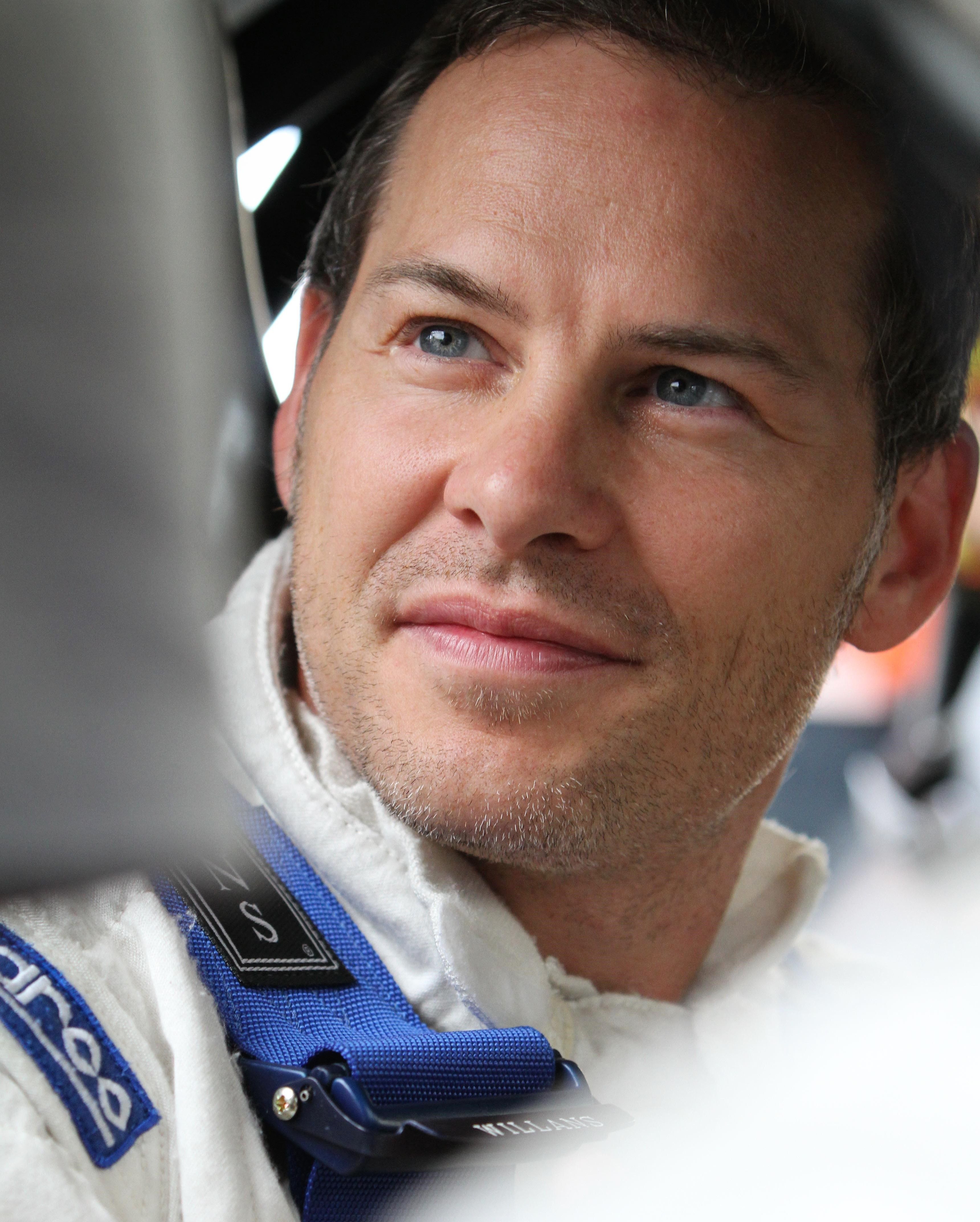
Jacques Villeneuve

- 01. April: Wladimir Selkow, russischer Schwimmer
- 01. April: Christian Titz, deutscher Fußballspieler und -trainer
- 02. April: Francisco Arce, paraguayischer Fußballspieler und -trainer
- 02. April: Edmundo, brasilianischer Fußballspieler
- 02. April: Todd Woodbridge, australischer Tennisspieler
- 03. April: Picabo Street, US-amerikanische Skiläuferin
- 04. April: Dietmar Kühbauer, österreichischer Fußballspieler
- 04. April: Mentor Miftari, albanischer Fußballspieler
- 09. April: Jacques Villeneuve, kanadischer Automobilrennfahrer
- 11. April: Tomasz Gollob, polnischer Bahnsportler
- 12. April: Christophe Moreau, französischer Radrennfahrer
- 14. April: Eugène Afrika, luxemburgischer Fußballspieler
- 14. April: Wassili Karassjow, russischer Basketballspieler und -trainer
- 14. April: Marcelo Otero, uruguayischer Fußballspieler
- 16. April: Kristian Asmussen, dänischer Handballspieler
- 16. April: Sven Fischer, deutscher Biathlet
- 16. April: Silvano Poropat, kroatischer Basketballtrainer
- 16. April: Natascha Swerewa, weißrussische Tennisspielerin
- 18. April: Oleg Petrow, russischer Eishockeyspieler
- 18. April: Stefan Schnoor, deutscher Fußballspieler und -funktionär
- 19. April: Stanislaw Kulintschenko, russischer Handballspieler und -funktionär
- 20. April: Samson Kandie, kenianischer Marathonläufer († 2024)
- 22. April: Wladimir Fjodorow, russischer Eiskunstläufer
- 22. April: Josia Thugwane, südafrikanischer Marathonläufer
- 24. April: Yves Eigenrauch, deutscher Fußballspieler
- 25. April: Igor Warizki, russischer Eishockeyspieler und -trainer
- 26. April: Steffen Stiebler, deutscher Handballspieler
- 27. April: Davide Gualtieri, san-marinesischer Fußballspieler
- 28. April: Markus Beyer, deutscher Boxer († 2018)
- 28. April: Hamish Carter, neuseeländischer Triathlet und Olympiasieger
- 28. April: Leigh Adams, australischer Bahnsportler
- 29. April: Anna Ng'ang'a, kenianische Badmintonspielerin
- 30. April: Carlos Baldomir, argentinischer Boxer
- 30. April: Simone Lang, deutsche Eiskunstläuferin

### Mai
- 01. Mai: Stuart Appleby, australischer Golfer
- 01. Mai: Nenad Peruničić, montenegrinisch-deutscher Handballspieler und -trainer
- 04. Mai: Leonid Sluzki, russischer Fußballtorwart und -trainer
- 05. Mai: Anette Hoffmann, dänische Handballspielerin
- 07. Mai: Dave Karpa, kanadischer Eishockeyspieler und -trainer
- 07. Mai: Harald Christian Strand Nilsen, norwegischer Skirennläufer
- 08. Mai: Radosław Gilewicz, polnischer Fußballspieler
- 10. Mai: Luan Krasniqi, deutscher Boxer kosovo-albanischer Herkunft
- 10. Mai: Denis Kriwoschlykow, russischer Handballspieler
- 10. Mai: Doris Neuner, österreichische Rennrodlerin

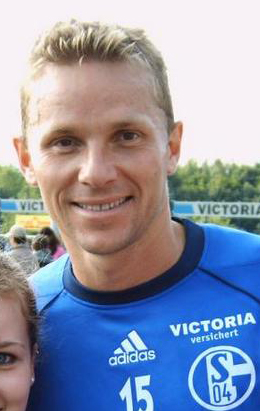
Tomasz Wałdoch

- 10. Mai: Tomasz Wałdoch, polnischer Fußballspieler
- 10. Mai: Beat Zberg, Schweizer Radrennfahrer
- 11. Mai: Dominique Arribagé, französischer Fußballspieler und -trainer
- 12. Mai: María Giro, argentinische Biathletin
- 12. Mai: Dmitri Masunow, russischer Tischtennisspieler
- 12. Mai: Chris Snell, kanadischer Eishockeyspieler
- 14. Mai: Boris Margolin, deutscher Schachspieler russischer Herkunft
- 15. Mai: Zoubaier Baya, tunesischer Fußballspieler
- 16. Mai: Thomas Knorr, deutscher Handballspieler und -trainer
- 16. Mai: Roman Pungartnik, slowenischer Handballspieler
- 18. Mai: Cliff Couser, US-amerikanischer Boxer
- 20. Mai: Niklas Andersson, schwedischer Eishockeyspieler
- 20. Mai: Ian Feuer, US-amerikanischer Fußballtorwart
- 25. Mai: Stefano Baldini, italienischer Leichtathlet und Olympiasieger
- 25. Mai: Georg Totschnig, österreichischer Radrennfahrer
- 26. Mai: Susan Andrews, australische Sprinterin und Mittelstreckenläuferin
- 26. Mai: Sven Lakenmacher, deutscher Handballtrainer und Handballspieler
- 28. Mai: Manuel Beltrán, spanischer Radrennfahrer
- 28. Mai: Jekaterina Gordejewa, russische Eiskunstläuferin und Olympiasiegerin
- 28. Mai: Swetlana Gontscharenko, russische Sprinterin
- 29. Mai: Éric Lucas, kanadischer Boxer
- 30. Mai: Anja Haas, österreichische Skirennläuferin

### Juni
- 01. Juni: Luca Riccitelli, italienischer Automobilrennfahrer
- 03. Juni: Luigi Di Biagio, italienischer Fußballspieler und -trainer
- 05. Juni: José Francisco Gabriel de Anda, mexikanischer Fußballspieler
- 10. Juni: Johan Kleingeld, südafrikanischer Badmintonspieler
- 10. Juni: Alexander Prokopjew, russischer Eishockeyspieler
- 12. Juni: Félicia Ballanger, französische Bahnradsportlerin
- 12. Juni: Mark Henry, US-amerikanischer Wrestler

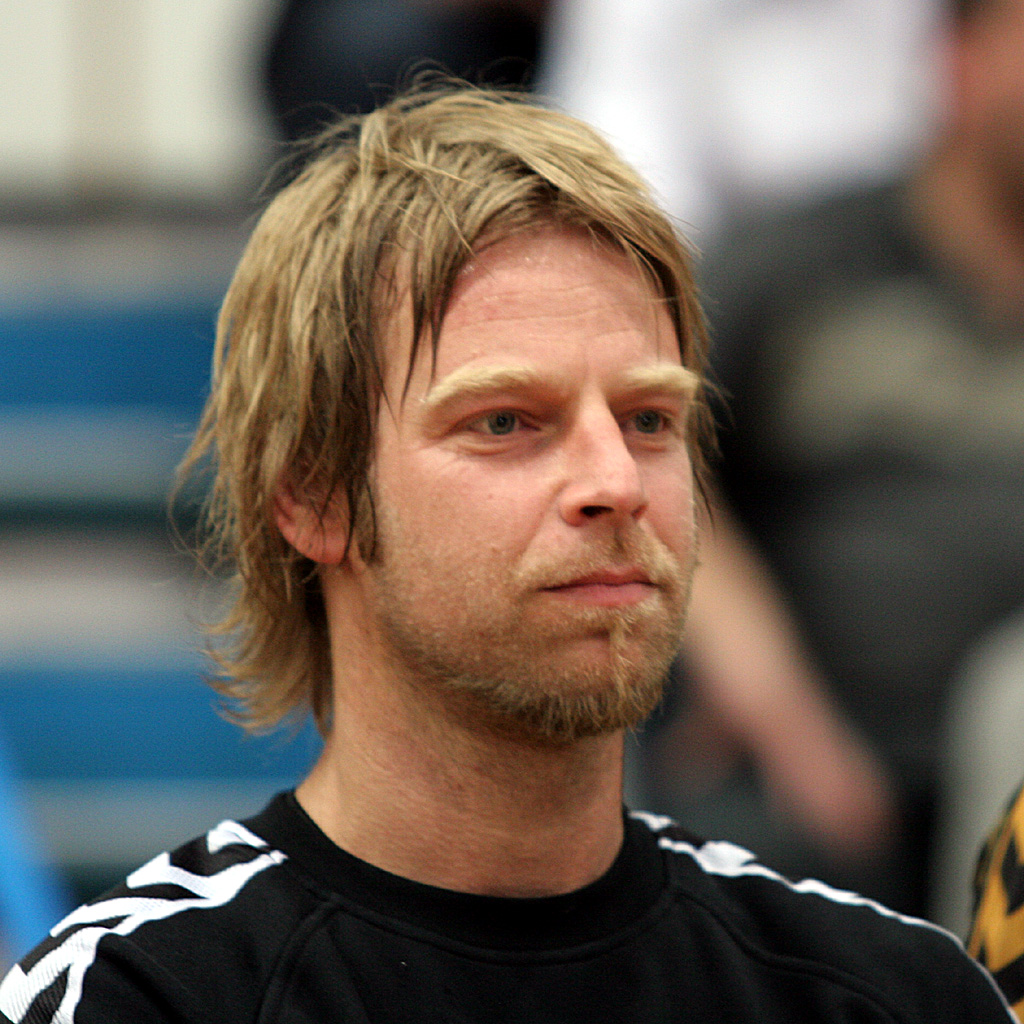
Stefan Krebietke

- 12. Juni: Stefan Krebietke, deutscher Handballspieler
- 15. Juni: José Luis Arrieta, spanischer Radrennfahrer
- 15. Juni: Andrei Saposchnikow, russischer Eishockeyspieler
- 16. Juni: Askar Abildajew, kasachischer Fußballspieler und Funktionär
- 16. Juni: Evelyn Großmann, deutsche Eiskunstläuferin
- 17. Juni: José Emilio Amavisca, spanischer Fußballspieler
- 17. Juni: Maike Schrader, deutsche Hockeyspielerin († 2004)
- 19. Juni: Chris Armstrong, englischer Fußballspieler
- 21. Juni: Davide Olivares, italienischer Fußballspieler
- 22. Juni: Chodadad Azizi, iranischer Fußballspieler
- 22. Juni: Christian Menzel, deutscher Automobilrennfahrer
- 23. Juni: Enrique Romero, spanischer Fußballspieler
- 23. Juni: Petra Schrott, italienische Badmintonspielerin († 2025)
- 25. Juni: Robert Reichel, tschechischer Eishockeyspieler
- 26. Juni: Max Biaggi, italienischer Motorradfahrer
- 27. Juni: Sérgio Cláudio dos Santos, brasilianischer Fußballspieler
- 28. Juni: Lorenzo Amoruso, italienischer Fußballspieler
- 28. Juni: Fabien Barthez, französischer Fußballspieler
- 29. Juni: Michael Bühren, deutscher Basketballspieler
- 29. Juni: Meik Ehlert, deutscher Fußballspieler und -trainer
- 29. Juni: Anthony Hamilton, englischer Snookerspieler
- 29. Juni: Mike Sillinger, kanadischer Eishockeyspieler

### Juli
- 01. Juli: Aleh Antonenka, weißrussischer Eishockeyspieler
- 01. Juli: Igor Paschkewitsch, russischer Eiskunstläufer († 2016)
- 04. Juli: Ned Zelic, australischer Fußballspieler
- 05. Juli: Gaby König-Vialkowitsch, deutsche Fußballspielerin
- 07. Juli: Abel Gisemba, kenianischer Leichtathlet
- 09. Juli: Andrea Philipp, deutsche Leichtathletin
- 09. Juli: Melissa Morrison-Howard, US-amerikanische Leichtathletin und Olympionikin
- 12. Juli: Zarinah Abdullah, singapurische Badmintonspielerin
- 12. Juli: Kristi Yamaguchi, US-amerikanische Eiskunstläuferin
- 13. Juli: Richard Groenendaal, niederländischer Radrennfahrer
- 14. Juli: Antonio Carlos Ortega, spanischer Handballspieler und -trainer
- 14. Juli: Ross Rebagliati, kanadischer Snowboarder
- 18. Juli: Ralf Appel, deutscher Großmeister im Schach
- 18. Juli: Heiko Karrer, deutscher Handballspieler und Handballtrainer
- 18. Juli: Vasili Zeiher, deutscher Freistilringer

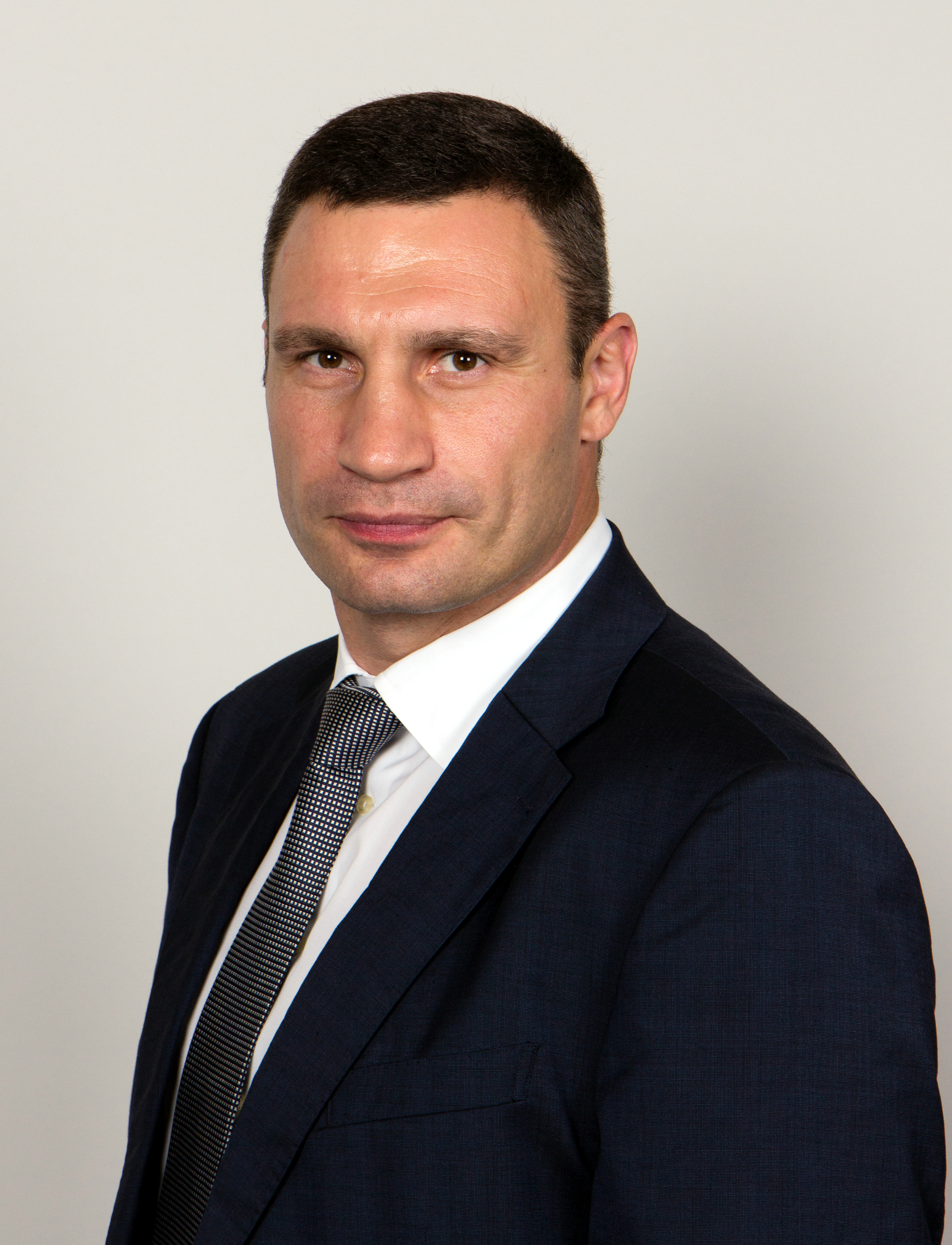
Vitali Klitschko

- 19. Juli: Vitali Klitschko, ukrainischer Boxer
- 21. Juli: Anthony Beltoise, französischer Automobilrennfahrer
- 21. Juli: Ricky García, honduranischer Fußballspieler
- 23. Juli: Alexander Schur, deutscher Fußballspieler
- 24. Juli: Dino Baggio, italienischer Fußballspieler
- 24. Juli: André Schubert, deutscher Fußballspieler- und trainer
- 26. Juli: Andrea Fortunato, italienischer Fußballspieler († 1995)
- 26. Juli: Lioudmila Kortchaguina, kanadische Marathonläuferin russischer Herkunft
- 28. Juli: Jan Kaminski, russischer Eishockeyspieler
- 30. Juli: Mzukisi Sikali, südafrikanischer Boxer († 2005)

### August
- 02. August: Julie Parisien, US-amerikanischer Skirennläufer
- 05. August: Waleri Karpow, russischer Eishockeyspieler († 2014)
- 06. August: Federico Giunti, italienischer Fußballspieler
- 07. August: Stephan Volkert, deutscher Ruderer
- 09. August: Davide Rebellin, italienisch-argentinischer Radrennfahrer († 2022)
- 10. August: Roy Keane, irischer Fußballspieler

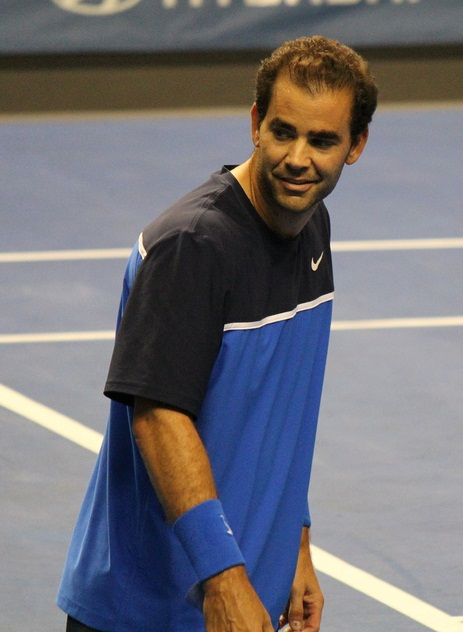
Pete Sampras

- 11. August: Vincenzo Santopadre, italienischer Tennisspieler und -trainer
- 12. August: Pete Sampras, US-amerikanischer Tennisspieler
- 13. August: Tomoe Abe, japanische Langstreckenläuferin
- 13. August: Slađan Ašanin, kroatischer Fußballspieler
- 13. August: Patrick Carpentier, kanadischer Automobilrennfahrer
- 14. August: Juri Muchin, russischer Schwimmer und Olympiasieger
- 14. August: Adam Timmerman, US-amerikanischer American-Football-Spieler
- 16. August: Stefan Klos, deutscher Fußballspieler
- 16. August: Rulon Gardner, US-amerikanischer Ringer
- 18. August: Hanna Antoniussen, färöische Fußballspielerin
- 18. August: Patrik Andersson, schwedischer Fußballspieler
- 18. August: Ben Keating, US-amerikanischer Unternehmer und Automobilrennfahrer
- 19. August: Erik Andersson, schwedischer Eishockeyspieler
- 19. August: Mary Joe Fernández, US-amerikanische Tennisspielerin
- 19. August: Giovanni Martusciello, italienischer Fußballspieler und -trainer
- 20. August: Nenad Bjelica, kroatischer Fußballspieler und -trainer
- 21. August: Pedro Piedrabuena, US-amerikanischer Karambolagespieler
- 23. August: Michael von Ameln, deutscher Feld- und Hallenhockeyschiedsrichter
- 25. August: Gilberto Simoni, italienischer Radrennfahrer
- 26. August: Charles Friedek, deutscher Leichtathlet
- 26. August: Thorsten Schmid, deutscher Handballtrainer
- 27. August: Steve Harkness, englischer Fußballspieler
- 27. August: Christian Jakobsen, dänischer Badmintonspieler
- 28. August: Janet Evans, US-amerikanische Schwimmerin und Olympiasiegerin
- 29. August: Tina Bøttzau, dänische Handballspielerin
- 31. August: Nobuatsu Aoki, japanischer Motorradrennfahrer
- 31. August: Alin Artimon, rumänischer Fußballspieler und -trainer

### September
- 01. September: Heike Schmidt, deutsche Handballspielerin
- 01. September: Hakan Şükür, türkischer Fußballspieler
- 02. September: Kjetil André Aamodt, norwegischer Skirennläufer
- 03. September: Paolo Montero, uruguayischer Fußballspieler
- 03. September: Sascha Wolf, deutscher Fußballspieler
- 04. September: Peggy Schwarz, deutsche Eiskunstläuferin
- 07. September: Kjersti Grini, norwegische Handballspielerin und -trainerin
- 10. September: Michail Saizew, russischer Schachspieler
- 11. September: Stéphane Daoudi, französischer Automobilrennfahrer
- 12. September: Oscar Camenzind, Schweizer Radrennfahrer
- 12. September: Chandra Sturrup, bahamaische Leichtathletin und Olympiasiegerin
- 13. September: Swetlana Gladyschewa, russische Skirennläuferin
- 13. September: Goran Ivanišević, kroatischer Tennisspieler
- 13. September: Ann-Elen Skjelbreid, norwegische Biathletin
- 14. September: Alphonse Tchami, kamerunischer Fußballspieler
- 15. September: Wayne Ferreira, südafrikanischer Tennisspieler
- 16. September: Annelise Coberger, neuseeländische Skirennläuferin
- 17. September: Sergej Barbarez, bosnischer Fußballspieler
- 17. September: Slavko Goluža, kroatischer Handballspieler und -trainer
- 17. September: Jens Voigt, deutscher Radrennfahrer

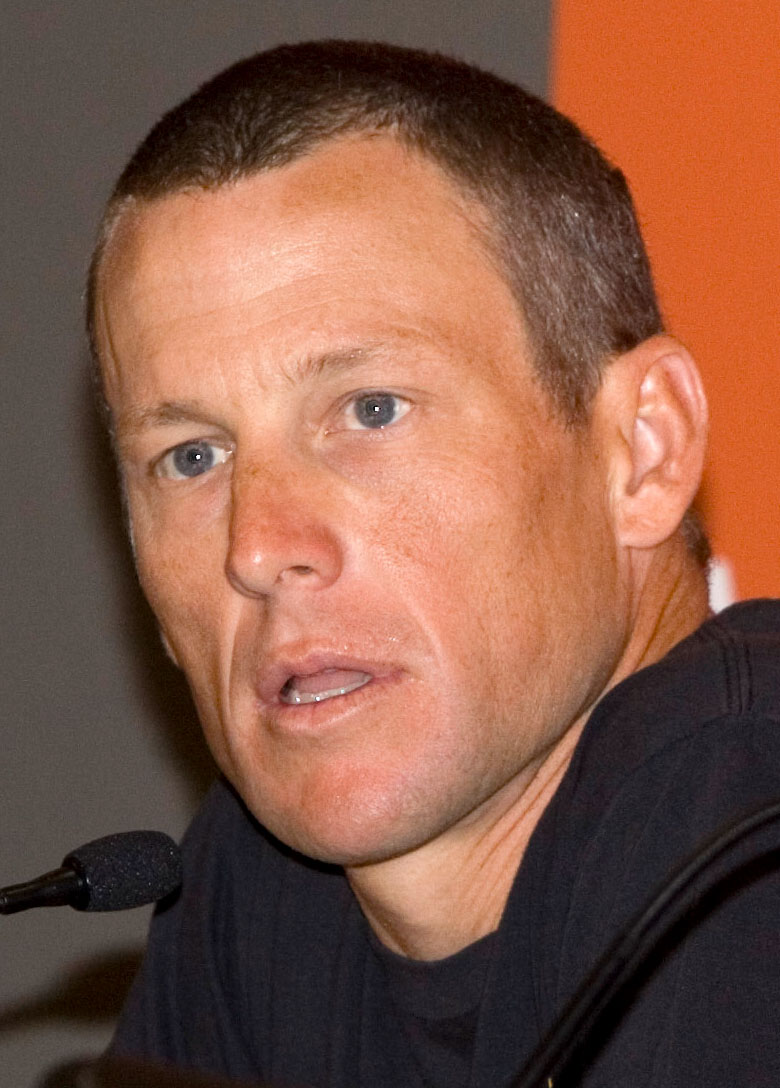
Lance Armstrong

- 18. September: Lance Armstrong, US-amerikanischer Radrennfahrer
- 19. September: Filip Apelstav, schwedischer Fußballspieler
- 19. September: Tanja Rastetter, deutsche Fußballspielerin und -trainerin
- 19. September: Fatmir Vata, albanischer Fußballspieler
- 20. September: Henrik Larsson, schwedischer Fußballspieler
- 21. September: Jorge Contreras, uruguayischer Fußballspieler
- 21. September: Pawel Rostowzew, russischer Biathlet
- 21. September: Beate Wendt, deutsche Fußballspielerin
- 22. September: Roy Präger, deutscher Fußballspieler
- 24. September: Claudia Klein, deutsche Fußballspielerin
- 24. September: Carlos Maussa, kolumbianischer Boxer
- 25. September: Rico Lieder, deutscher Leichtathlet
- 26. September: Frank Carstens, deutscher Handballspieler und -trainer
- 26. September: Anke Feller, deutsche Leichtathletin
- 28. September: Andrei Skopinzew, russischer Eishockeyspieler

### Oktober
- 03. Oktober: S. Antonius Budi Ariantho, indonesischer Badmintonspieler
- 03. Oktober: Eva Lacinová, tschechische Badmintonspielerin
- 05. Oktober: Mauricio Pellegrino, argentinischer Fußballspieler
- 05. Oktober: Nicola Rizzoli, italienischer Fußballschiedsrichter
- 06. Oktober: Alan Stubbs, englischer Fußballspieler
- 07. Oktober: Jordi Bazan, andorranischer Fußballspieler
- 07. Oktober: Bettina Wiegmann, deutsche Fußballspielerin
- 10. Oktober: Lameck Aguta, kenianischer Marathonläufer
- 13. Oktober: Pyrros Dimas, griechischer Gewichtheber
- 15. Oktober: Andrew Cole, englischer Fußballspieler
- 15. Oktober: Niko Kovač, kroatischer Fußballspieler
- 16. Oktober: Alexei Franzusow, russischer Handballspieler
- 18. Oktober: André Mewis, deutscher Kampfkunstsportler
- 18. Oktober: Líber Vespa, uruguayischer Fußballspieler († 2018)
- 22. Oktober: Amanda Coetzer, südafrikanische Tennisspielerin
- 22. Oktober: José Manuel Martínez, spanischer Leichtathlet
- 22. Oktober: Shamo Quaye, ghanaischer Fußballspieler († 1997)
- 23. Oktober: Christopher Horner, US-amerikanischer Radrennfahrer
- 25. Oktober: Kay-Uwe Jendrossek, deutscher Fußballspieler
- 29. Oktober: Lucio España, kolumbianischer Fußballspieler († 2005)
- 29. Oktober: Matthew Hayden, australischer Cricketspieler

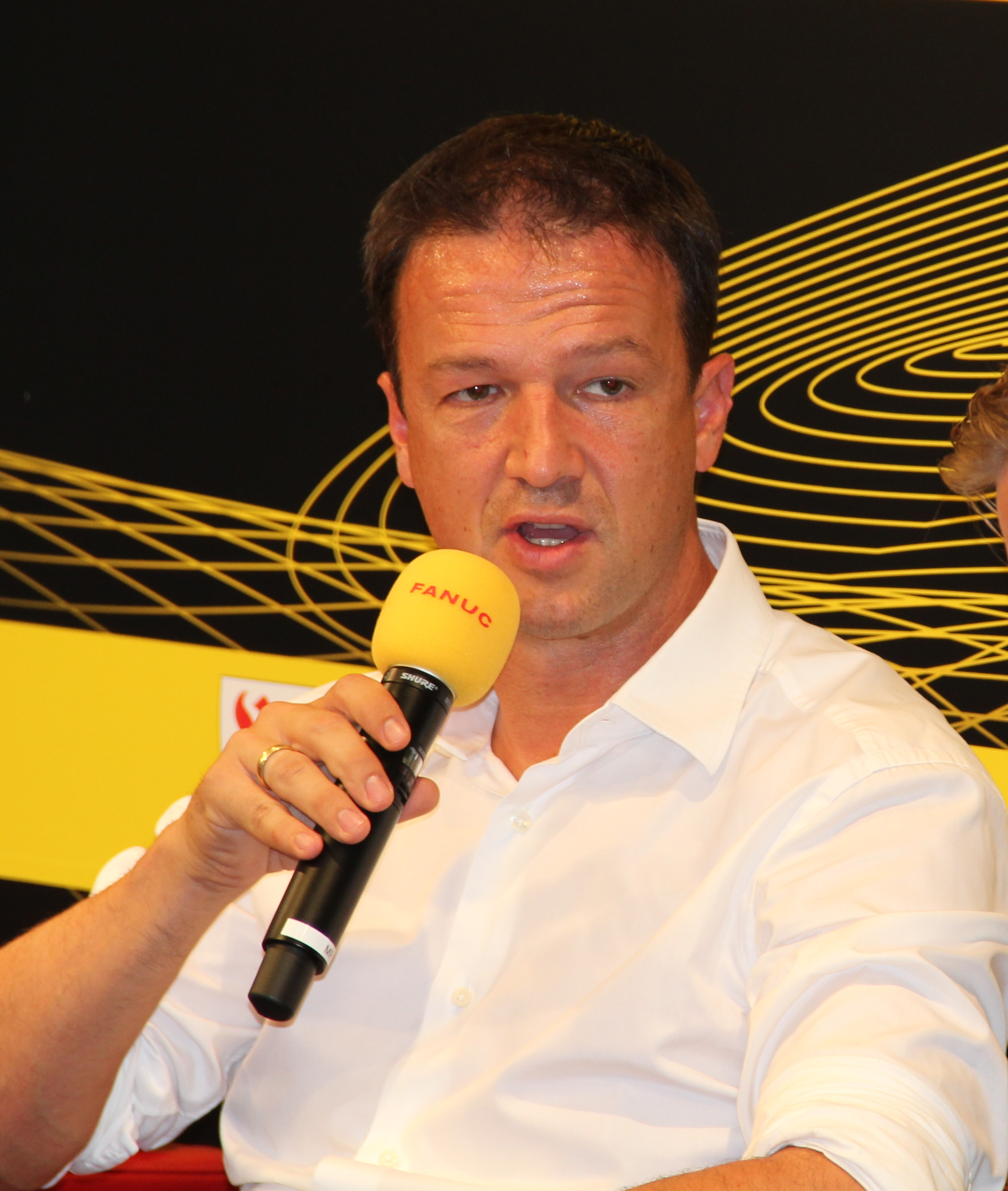
Fredi Bobic

- 30. Oktober: Fredi Bobic, deutscher Fußballspieler
- 30. Oktober: Alex Godoy, andorranischer Fußballspieler
- 31. Oktober: Christiane Praedel, deutsche Tischtennisspielerin
- 31. Oktober: Ian Walker, englischer Fußballspieler

### November

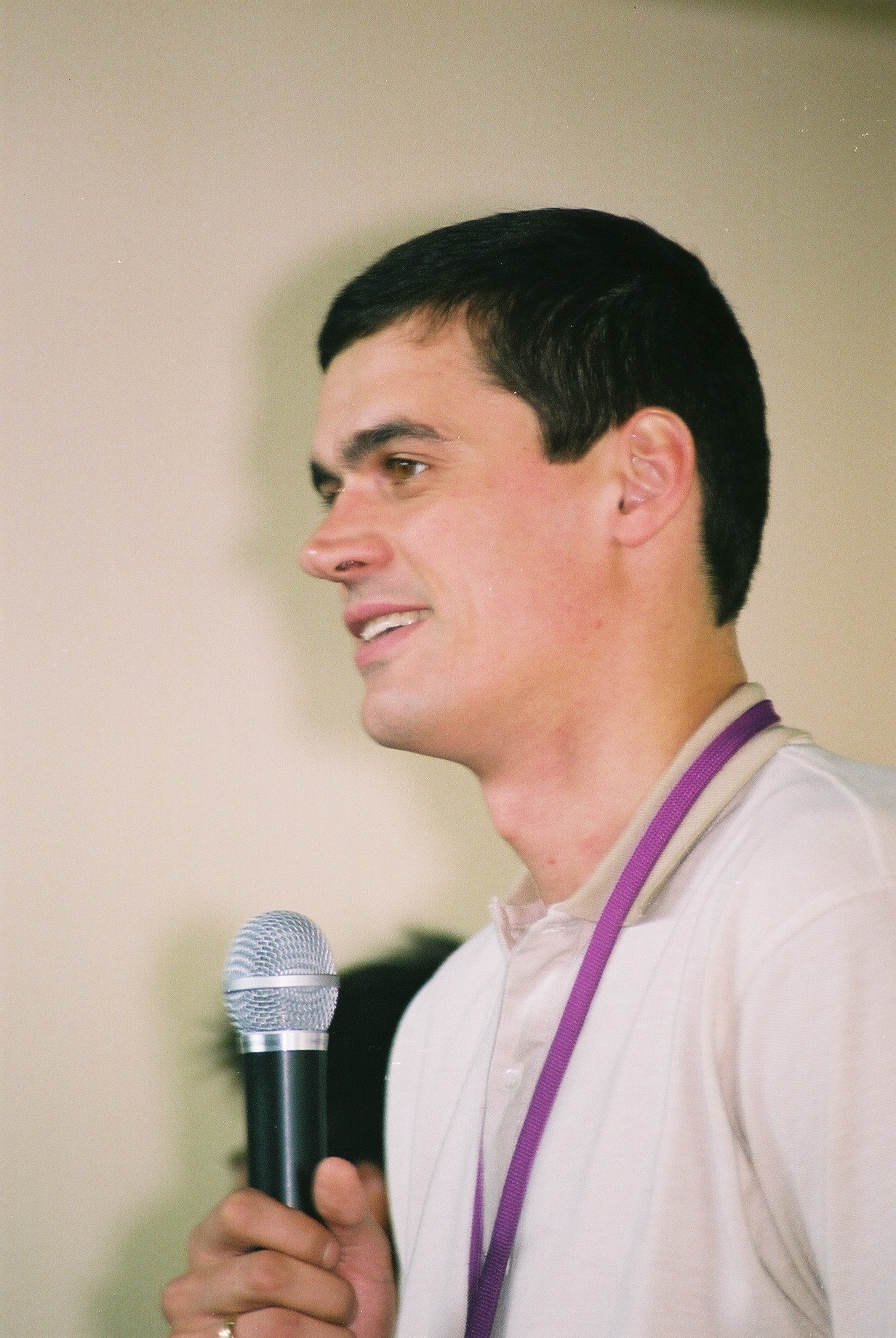
Alexander Popow

- 01. November: Alexei Tichonow, russischer Eiskunstläufer
- 03. November: Christian Dollberg, argentinischer Fußballspieler
- 03. November: Dwight Yorke, Fußballspieler aus Trinidad und Tobago
- 05. November: Sergej Beresin, russischer Eishockeyspieler († 2024)
- 06. November: Juri Andronow, russischer Geher
- 10. November: Necla Akdoğan, türkische Fußballspielerin
- 10. November: Musemestre Bamba, kongolesischer Fußballspieler
- 11. November: Ruslan Maschtschenko, russischer Hürdenläufer und Sprinter
- 14. November: Adam Gilchrist, australischer Cricketspieler
- 16. November: Tanja Damaske, deutsche Leichtathletin
- 16. November: Alexander Popow, russischer Schwimmer und Olympiasieger
- 17. November: Tərlan Əhmədov, aserbaidschanischer Fußballspieler
- 17. November: Michael Adams, englischer Schachspieler
- 18. November: Bobby Julich, US-amerikanischer Radrennfahrer
- 18. November: Ursula Sehrbrock, deutsche Basketballspielerin
- 22. November: Nikolaj Bredahl Jacobsen, dänischer Handballspieler
- 22. November: Alon Mizrahi, israelischer Fußballspieler und -trainer
- 25. November: Luíz Filho Jairo, brasilianischer Fußballspieler
- 25. November: Magnus Arvedson, schwedischer Eishockeyspieler und -trainer
- 26. November: Rolf Beyer, deutscher Basketballfunktionär
- 27. November: Larry Allen, US-amerikanischer American-Football-Spieler († 2024)
- 27. November: Troy Corser, australischer Motorradrennfahrer
- 27. November: Dmitri Swatkowski, russischer Moderner Fünfkämpfer und Olympiasieger
- 28. November: Saša Prokofjev, slowenische Leichtathletin
- 28. November: Carlos Slusher, belizischer Fußballspieler
- 29. November: Oleg Schewzow, russischer Eishockeytorwart

### Dezember
- 01. Dezember: Christian Pescatori, italienischer Automobilrennfahrer
- 02. Dezember: Alireza Mansourian, iranischer Fußballspieler und -trainer
- 03. Dezember: Heiko Herrlich, deutscher Fußballspieler
- 04. Dezember: Gábor Wéber, ungarischer Automobilrennfahrer
- 05. Dezember: Markus Aerdken, deutscher Fußballspieler
- 06. Dezember: Richard Krajicek, niederländischer Tennisspieler
- 06. Dezember: Odd-Bjørn Hjelmeset, norwegischer Skilangläufer
- 06. Dezember: Carole Thate, niederländische Feldhockeyspielerin
- 07. Dezember: Wladimir Hakobjan, armenischer Schachspieler
- 07. Dezember: Christian Kellner, deutscher Motorradrennfahrer
- 07. Dezember: Massimo Rivola, italienischer Motorsportfunktionär
- 09. Dezember: Víctor Aristizábal, kolumbianischer Fußballspieler
- 09. Dezember: Astrid Lødemel, norwegische Skirennläuferin
- 10. Dezember: Alessia Arisi, italienische Tischtennisspielerin
- 10. Dezember: Carla Sacramento, portugiesische Leichtathletin
- 11. Dezember: Moudachirou Amadou, beninischer Fußballspieler
- 12. Dezember: Philip Boit, kenianischer Skilangläufer
- 12. Dezember: Lamine Cissé, senegalesischer Fußballspieler
- 14. Dezember: Zhai Chao, chinesische Handballspielerin
- 14. Dezember: Matthias Scherz, deutscher Fußballspieler
- 17. Dezember: Artur Petrosjan, armenischer Fußballspieler
- 18. Dezember: Christian Beeck, deutscher Fußballspieler
- 18. Dezember: Arantxa Sánchez Vicario, spanische Tennisspielerin
- 21. Dezember: Margarita Drobiazko, litauische Eiskunstläuferin
- 21. Dezember: Pawel Tregubow, russischer Schachmeister
- 21. Dezember: Harri Ylönen, deutscher Fußballspieler
- 25. Dezember: Chioma Ajunwa, nigerianische Leichtathletin
- 25. Dezember: Besnik Hasi, albanischer Fußballspieler
- 26. Dezember: Mika Nurmela, finnischer Fußballspieler
- 27. Dezember: Sabine Spitz, deutsche Mountainbikerin
- 29. Dezember: Frank Amankwah, ghanaischer Fußballspieler
- 29. Dezember: Dominic Dale, walisischer Snookerspieler
- 30. Dezember: Manuela Schmermund, deutsche Sportschützin
- 31. Dezember: Diego Dorta, uruguayischer Fußballspieler

### Tag unbekannt
- Sven Froberg, deutscher Sportjournalist

## Gestorben

### Januar
- 02. Januar: Edward Toms, britischer Leichtathlet (* 1899)
- 15. Januar: Félix Balyu, belgischer Fußballspieler (* 1891)
- 15. Januar: John Lyons, US-amerikanischer Eishockeyspieler (* 1900)
- 18. Januar: Erik Almlöf, schwedischer Dreispringer (* 1891)
- 19. Januar: Ross Cuthbert, britischer Eishockeyspieler (* 1892)
- 23. Januar: Koloman Sović, jugoslawischer Radrennfahrer (* 1899)
- 000Januar: Thomas Maroney, US-amerikanischer Leichtathlet (* 1895)

### Februar
- 03. Februar: Eric Blomgren, schwedischer Eisschnellläufer (* 1893)
- 03. Februar: Kazimierz Materski, polnischer Eishockey- und Fußballspieler (* 1906)
- 05. Februar: Alex Abraham, deutscher Zehnkämpfer und Diskuswerfer (* 1886)
- 06. Februar: József Fogl, ungarischer Fußballspieler (* 1897)
- 07. Februar: Douglass Cadwallader, US-amerikanischer Golfspieler (* 1884)
- 11. Februar: Ernst Nilsson, schwedischer Ringer (* 1891)
- 12. Februar: William Bailey, britischer Radrennfahrer (* 1888)
- 15. Februar: Henry Kaltenbrunn, südafrikanischer Radrennfahrer (* 1897)
- 15. Februar: Gösta Törner, schwedischer Turner (* 1895)
- 20. Februar: Josef Börjesson, schwedischer Fußballtorhüter (* 1891)
- 22. Februar: Vera Tanner, britische Schwimmerin (* 1906)
- 25. Februar: Asser Wallenius, finnischer Eisschnellläufer und Automobilrennfahrer (* 1902)
- 26. Februar: Nello Ciaccheri, italienischer Radrennfahrer (* 1893)
- 28. Februar: Pierino Gabetti, italienischer Gewichtheber (* 1904)
- 28. Februar: Hans Müller, österreichischer Schachspieler (* 1896)

### März
- 07. März: Émile Hamilius, luxemburgischer Fußballspieler und Sportfunktionär (* 1897)
- 07. März: Orvar Trolle, schwedischer Schwimmer (* 1900)
- 08. März: Carlo Maria Pintacuda, italienischer Automobilrennfahrer (* 1900)
- 17. März: Viljo Wiklund, finnischer Schwimmer (* 1903)
- 19. März: Hans Walter Imhoff, Schweizer Fußballspieler (* 1886)
- 28. März: Robert Hunter, US-amerikanischer Golfspieler (* 1886)
- 29. März: Hermann zu Leiningen, deutscher Automobilrennfahrer (* 1901)

### April
- 03. April: Jacques Ochs, belgischer Fechter (* 1883)
- 04. April: Angelo Bergamonti, italienischer Motorradrennfahrer (* 1939)
- 04. April: Frank Loomis, US-amerikanischer Leichtathlet (* 1896)
- 08. April: Fritz von Opel, deutscher Industrieller, Raketenpionier und Motorsportler (* 1899)
- 08. April: Armand Massard, französischer Degenfechter und Sportfunktionär (* 1884)
- 08. April: Charles Pahud de Mortanges, niederländischer Vielseitigkeitsreiter und Sportfunktionär (* 1896)
- 09. April: Luigi Piotti, italienischer Automobilrennfahrer (* 1913)
- 11. April: Amado Azar, argentinischer Boxer (* 1913)
- 19. April: Gioacchino Guaragna, italienischer Fechter (* 1908)
- 19. April: Earl Thomson, kanadischer Leichtathlet und Leichtathletiktrainer (* 1895)
- 30. April: Albin Stenroos, finnischer Langstreckenläufer (* 1889)
- 000April: William Silkworth, US-amerikanischer Sportschütze (* 1884)

### Mai
- 02. Mai: Ioannis Alepous, griechischer Marathonläufer (* unbekannt)
- 08. Mai: Frederick Sheffield, US-amerikanischer Ruderer (* 1902)
- 09. Mai: Albert Ströck, rumänisch-ungarischer Fußballspieler (* 1902)
- 10. Mai: Frederick Bellars, US-amerikanischer Langstreckenläufer (* 1888)
- 10. Mai: Lawrence Nuesslein, US-amerikanischer Sportschütze (* 1895)
- 11. Mai: Roland Ulrich, französischer Radrennfahrer (* 1913)
- 13. Mai: Giuseppe Milano, italienischer Fußballspieler und -trainer (* 1887)
- 13. Mai: Axel Rydin, schwedischer Segler (* 1887)
- 15. Mai: Lew Elder, kanadischer Radrennfahrer (* 1905)
- 15. Mai: Carl Krebs, dänischer Turner (* 1889)
- 16. Mai: Collier Cudmore, britisch-australischer Ruderer (* 1885)
- 20. Mai: Ernst Larsen, dänischer Leichtathlet (* 1910)
- 26. Mai: Armando Picchi, italienischer Fußballspieler und -trainer (* 1935)
- 29. Mai: André Lesauvage, französischer Segler (* 1890)

### Juni
- 05. Juni: Clare Dennis, australische Schwimmerin (* 1916)
- 12. Juni: Jules Dewaquez, französischer Fußballspieler und -trainer (* 1899)
- 13. Juni: Richmond Landon, US-amerikanischer Leichtathlet (* 1898)
- 15. Juni: Thomas Thould, britischer Wasserballspieler (* 1886)
- 17. Juni: John Jackson, US-amerikanischer Sportschütze (* 1885)
- 21. Juni: Albert Brehme, deutscher Bobfahrer (* 1903)
- 24. Juni: Gunnar Sköld, schwedischer Radrennfahrer (* 1894)
- 25. Juni: Mario Magnozzi, italienischer Fußballspieler und -trainer (* 1902)
- 26. Juni: Halvor Birkeland, norwegischer Segler (* 1894)
- 28. Juni: Hendrik Scherpenhuijzen, niederländischer Säbelfechter (* 1882)
- 30. Juni: Alberto Ghilardi, italienischer Radrennfahrer (* 1909)

### Juli
- 01. Juli: Gustaf Johansson, schwedischer Eishockeyspieler (* 1900)
- 05. Juli: Earl Foster Thomson, US-amerikanischer Vielseitigkeits- und Dressurreiter (* 1900)
- 06. Juli: Ciro Verratti, italienischer Fechter (* 1907)
- 07. Juli: Otto Authén, norwegischer Turner (* 1886)
- 09. Juli: Günter Bartusch, deutscher Motorradrennfahrer (* 1943)
- 10. Juli: John Tait, kanadischer Mittel- und Langstreckenläufer (* 1888)
- 11. Juli: Rodolfo Terlizzi, italienischer Fechter (* 1896)
- 13. Juli: Harry Dénis, niederländischer Fußballspieler (* 1896)
- 13. Juli: Lucjan Kulej, polnischer Eishockeyspieler und Ruderer (* 1896)
- 18. Juli: George Crompton, kanadischer Radrennfahrer (* 1913)
- 18. Juli: Giulio Sarrocchi, italienischer Säbelfechter (* 1887)
- 19. Juli: John Jacob Astor, britischer Racketsspieler (* 1886)
- 20. Juli: Olaf Ingebretsen, norwegischer Turner (* 1892)
- 30. Juli: James Bartlett, kanadischer Leichtathlet (* 1908)
- 31. Juli: Erwin Keller, deutscher Hockeyspieler (* 1905)
- 000Juli: Alvin Loftes, US-amerikanischer Radrennfahrer (* 1890)

### August
- 01. August: August Oberhauser, Schweizer Fußballspieler (* 1895)
- 05. August: Ber Groosjohan, niederländischer Fußballspieler (* 1897)
- 06. August: Jennison Heaton, US-amerikanischer Bob- und Skeletonfahrer (* 1904)
- 10. August: Henri Cournollet, französischer Curlingspieler (* 1882)
- 14. August: Georg von Opel, deutscher Sportler und Sportfunktionär (* 1912)
- 18. August: Ernst Geerling, deutscher Leichtathlet (* 1909)
- 18. August: Carl Pedersen, dänischer Turner (* 1883)
- 20. August: Oscar Zallhagen, schwedischer Leichtathlet (* 1893)
- 25. August: Thorleif Kristoffersen, norwegischer Segler (* 1900)
- 27. August: Walter Badorek, deutscher Fußballspieler (* 1906)
- 31. August: Sven Krokström, schwedischer Leichtathlet (* 1895)

### September
- 01. September: Peter Uhlig, deutscher Endurosportler (* 1940)
- 02. September: Henrik Robert, norwegischer Segler (* 1887)
- 05. September: Ed Gordon, US-amerikanischer Leichtathlet (* 1908)
- 06. September: Phil Edwards, kanadischer Leichtathlet (* 1907)
- 08. September: Emmett Toppino, US-amerikanischer Leichtathlet (* 1909)
- 12. September: Walter Egan, US-amerikanischer Golfspieler (* 1881)
- 13. September: Sebestyén Schmidt, ungarischer Radrennfahrer (* 1901)
- 14. September: Rolf Franksson, schwedischer Leichtathlet (* 1900)
- 15. September: Umberto Malvano, italienischer Fußballspieler, -schiedsrichter und -funktionär sowie Ingenieur (* 1884)
- 17. September: Auguste Castille, französischer Turner (* 1883)
- 18. September: Walther Binner, deutscher Schwimmer und Schwimmsportfunktionär (* 1891)
- 25. September: Jan Palouš, böhmisch-tschechoslowakischer Eishockeyspieler (* 1888)
- 29. September: Walter Bartram, deutscher Polospieler (* 1893)
- 29. September: François Claessens, belgischer Turner (* 1897)
- 29. September: Joe Keeper, kanadischer Langstreckenläufer (* 1886)
- 000September: John Kennedy, US-amerikanischer Ruderer (* 1900)

### Oktober
- 01. Oktober: Giuseppe Tonani, italienischer Gewichtheber und Tauzieher (* 1890)
- 12. Oktober: Poul Thymann, dänischer Ruderer (* 1888)
- 13. Oktober: Philip Fleming, britischer Ruderer (* 1889)
- 24. Oktober: Keith Kirkland, australischer Schwimmer (* 1900)
- 000Oktober: Albert Johnson, US-amerikanischer Kugelstoßer und Hammerwerfer (* 1878)

### November
- 02. November: Hjalmar Andersson, schwedischer Langstreckenläufer (* 1889)
- 02. November: Ted Frazier, US-amerikanischer Eishockeyspieler (* 1907)
- 03. November: Étienne Gailly, belgischer Leichtathlet (* 1922)
- 04. November: Jacob Onsrud, norwegischer Sportschütze (* 1882)
- 05. November: Luigi Tasselli, italienischer Radrennfahrer (* 1901)
- 09. November: Jean Lacroix, französischer Fechter (* 1884)
- 10. November: Nicolas Constant, französischer Turner (* 1886)
- 17. November: Leslie Godfree, britischer Tennisspieler (* 1885)
- 19. November: Helge Larsson, schwedischer Kanute (* 1916)
- 26. November: Rudolf Reichelt, deutscher Ruderer (* 1890)
- 29. November: Petrus Wernink, niederländischer Segler (* 1895)

### Dezember
- 01. Dezember: Hans Eiler Pedersen, dänischer Turner (* 1890)
- 09. Dezember: Adam Kowalski, polnischer Eishockeyspieler (* 1912)
- 15. Dezember: Frederick Thompson, neuseeländischer Ruderer (* 1908)
- 22. Dezember: Walter Byron, kanadischer Eishockeytorhüter (* 1894)
- 22. Dezember: Austin Clapp, US-amerikanischer Schwimmer und Wasserballspieler (* 1910)
- 23. Dezember: Alessandro Cagno, italienischer Automobilrennfahrer (* 1883)
- 29. Dezember: Ernst Budig, deutscher Schwimmer (* 1908)
- 31. Dezember: Hilaire Fettes, luxemburgischer Ringer (* 1898)

### Datum unbekannt
- Josef Göbl, österreichischer Eishockeyspieler und -schiedsrichter (* 1905)
- August Heitmann, deutscher Schwimmer (* 1907)
- František Hirsche, böhmischer Bahnradfahrer (* 1878)
- Joseph Pletincx, belgischer Wasserballspieler und Schwimmer (* 1888)
- Sumiyoshi Kōsaku, japanischer Leichtathlet (* 1907)
- Franz Thannheimer, deutscher Skispringer (* 1904)